# Kruszownicowate
Kruszownicowate (Umbilicariaceae Chevall.) – rodzina grzybów z rzędu kruszownicowców (Umbilicariales).

## Systematyka
Pozycja w klasyfikacji według Index Fungorum
Umbilicariaceae, Umbilicariales, Umbilicariomycetidae, Lecanoromycetes, Pezizomycotina, Ascomycota, Fungi.
Taksonomia
Według aktualizowanej klasyfikacji Index Fungorum bazującej na Dictionary of the Fungi do rodziny Umbilicariaceae należą:
- rodzaj Fulgidea Bendiksby & Timdal 2013
- rodzaj Lasallia Mérat 1821 – pęcherzyca
- rodzaj Umbilicaria Hoffm. 1789 – kruszownica
- rodzaj Xylopsora Bendiksby & Timdal 2013[2].

Nazwy polskie według W. Fałtynowicza.